# Buse Melis Kara
Buse Melis Kara (ur. 30 sierpnia 1998) – turecka siatkarka, grająca na pozycji libero. Od sezonu 2019/2020 występuje w drużynie Eczacıbaşı Stambuł.

## Sukcesy klubowe
Superpuchar Turcji:
- 2019[5]

Klubowe Mistrzostwa Świata:
- 2019

## Sukcesy reprezentacyjne
Olimpijski festiwal młodzieży Europy:
- 2015